# 가브리엘 알몬드
가브리엘 알몬드(Gabriel A. Almond, 1911년 1월 11일 ~ 2002년 12월 25일)는 비교정치학, 정치발전, 정치문화에 대한 선구적 연구로 잘 알려진 미국의 정치학자이다. 20세기의 가장 영향력 있는 정치학자 중 한 명으로 평가받는다.

## 생애
알몬드는 미국 일리노이주 록아일랜드에서 러시아와 우크라이나인 이민자 출신 부모의 아들로 태어났다. 그는 시카고 대학교에서 학부와 대학원을 마치고 해럴드 라스웰과 일했다.
알몬드는 뉴욕 시립 대학교 브루클린 칼리지에서 1939년부터 1942년까지 가르쳤다. 미국이 제2차 세계대전에 참전하자 알몬드는 미국 전쟁정보국에 들어가 적 프로파간다 분석을 했다. 종전 후 알몬드는 독일에 있는 미국 전략폭격연구소에서 일했다.
알몬드는 1947년 다시 강단으로 돌아와 예일 대학교에서 강의했으며, 1951년 프린스턴 대학교로 떠나 국제관계센터를 설립하기 전까지는 예일국제연구소의 일원으로 있었다. 그 후 1959년 다시 예일 대학교로 돌아왔다가, 1963년 스탠포드 대학교로 옮긴 후 1993년 완전히 은퇴할 때까지 교수로 재직했다. 그는 1961년 미국 예술-과학 아카데미의 회원으로 선출되었다. 1964년부터 1969년까지는 스탠포드대 정치학과의 학과장이었으며 도쿄 대학교, 키예프 대학교 등지에서 객원교수로 일했다. 1976년 은퇴하고 스탠포드대 명예교수가 되지만, 죽기 전까지 저술과 강의는 계속한다.
알몬드는 사회과학협의회(Social Science Research Council)의 비교정치 위원회 회장을 오래 역임했으며 1965년부터 1966년까지 미국정치학회(American Political Science Association) 회장이었다.1981년에는 "뛰어난 학문적 기여를 한" 정치학자에게 수여되는 미국정치학회의 제임스 메디슨 상을 받았다. 또한 1997년에는 미국 국제정치학회의 카를 도이치 상의 제1회 수상자가 되기도 했다. 알몬드는 캘리포니아주 패시픽그로브에서 91세의 나이로 사망한다.

## 연구
알몬드는 사회학, 심리학, 인류학과 같은 타 사회과학 분야의 방법론을 정치학에 도입함으로써 1950년대 정치학의 범위를 크게 넓혔다. 외교 정책에 대한 좁은 관심을 발전과 문화에 대한 비교정치학 연구로 체계화했으며, 개발도상국의 정치, 공산주의, 종교적 근본주의 같은 다양한 주제를 연구했다.